# بیسترامید ای
بیسترامید ای (به انگلیسی: Bistramide A) با فرمول شیمیایی C40H68N2O8 یک ترکیب شیمیایی است. که جرم مولی آن 705 g/mol می‌باشد. 